# Piotr Stachiewicz

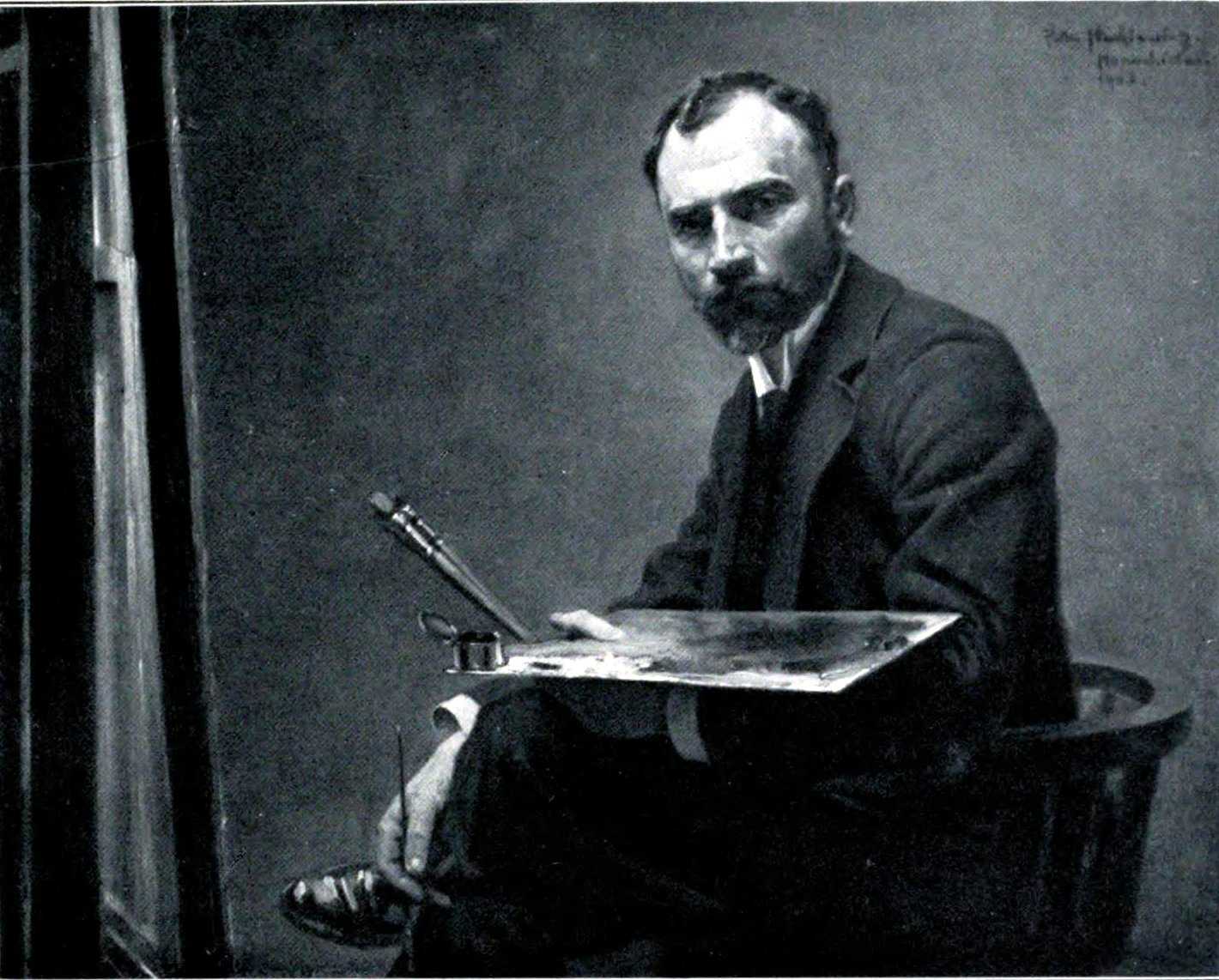
Selbstporträt des Künstlers

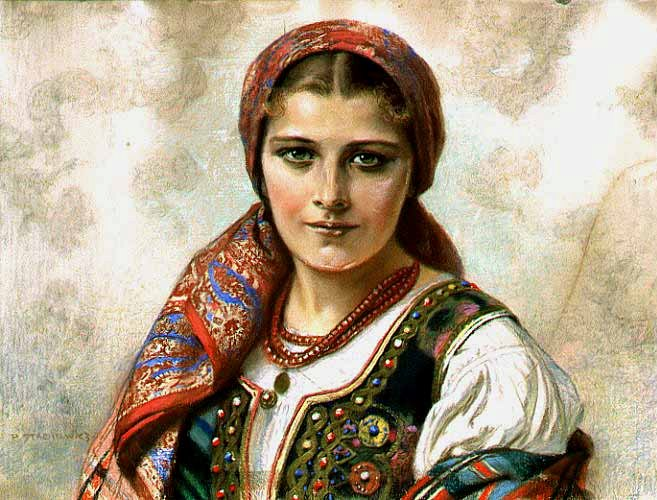
„Dziewczyna w stroju krakowskim“ (Mädchen in Krakauer Tracht), Pastell auf Karton, um 1900, Privatbesitz

Piotr Stachiewicz (auch: Peter Stachiewicz, * 29. Oktober 1858 in Nowosiółki Gościnne in Podolien; † 14. April 1938 in Krakau) war ein polnischer Maler und Illustrator.

## Leben
Nachdem Stachiewicz zunächst in Lemberg Abitur gemacht und dann ein Jahr an der dortigen Technischen Universität studiert hatte, wechselte er 1879 an die Akademie der bildenden Künste in Krakau unter Władysław Łuszczkiewicz und Florian Cynk, wo er bis 1883 studierte. Im Anschluss schloss sich bis 1885 ein Studienaufenthalt an der Akademie der bildenden Künste in München unter Otto Seitz an. Er bereiste Italien und besuchte Athen und Jerusalem.
Ab 1885 lebte er in Krakau, wo er religiöse und historische Gemälde, Porträts und Genrebilder schuf. Bekanntheit erlangten vor allem seine Porträts von Frauen in einheimischen Trachten. Bedeutend sind auch seine beiden Gemäldezyklen „Legenda o Matce Boskiej“ (Marienlegende) aus den Jahren 1892 bis 1895, die von der Krakauer Abteilung der Polnischen Akademie der Wissenschaften mit einem Kunstpreis ausgezeichnet wurden. Einer der Zyklen wurde vom K. u. K. Kultusministerium erworben und dem Nationalmuseum in Krakau zur Verfügung gestellt. Er entwarf auch die Mosaiken für die Herz-Jesu-Kirche der Jesuiten in Krakau. 1899 wurde Stachiewicz Mitglied bei der Krakauer Gesellschaft der Freunde der Schönen Kunst und versah dort von 1900 bis 1913 die Funktion eines stellvertretenden Präsidenten.
Als Illustrator schuf er Bilder für das Buch Quo vadis von Henryk Sienkiewicz sowie für Gedichtbände und Bücher von Adam Mickiewicz, Józef Ignacy Kraszewski („Bajki“) und Maria Konopnicka. Er zeichnete auch Reklametafeln und initiierte gemeinsam mit Włodzimierz Tetmajer die Gründung des Krakauer Zweiwochentitels "Świat". Im Jahr 1931 gab er das Album kolorowych reprodukcji Wieliczka (Album von Farbreproduktionen Wieliczkas) zu dem bekannten dortigen Salzbergwerk heraus.
Der Künstler wurde auf der Familienbegräbnisstätte auf dem Krakauer Rakowicki-Friedhof beigesetzt. Ebenfalls in Krakau, in der Ulica Wenecja (Nr. 1), befindet sich eine Gedenktafel.